# Hommersåk
Hommersåk (auch Hommarsåk) ist eine Ortschaft in der norwegischen Kommune Sandnes in der Provinz (Fylke) Rogaland. Der Ort hat 6764 Einwohner (Stand: 1. Januar 2024).

## Geografie
Hommersåk ist ein sogenannter Tettsted, also eine Ansiedlung, die für statistische Zwecke als eine Ortschaft gewertet wird. Der Ort liegt am Fjord Riskafjorden, einem östlichen Seitenarm des Gandsfjords. Auf der gegenüberliegenden Westseite des Gandsfjords liegt das Zentrum von Stavanger im Stadtgebiet Stavanger/Sandnes. Hommersåk liegt an den beiden Buchten Breivika und Hommersåkvågen. Nördlich des Orts liegt die Insel Uskjo. Im Süden von Hommersåk befindet sich der See Frøylandsvatnet.

## Wirtschaft und Infrastruktur
Hommersåk ist über den Fylkesvei 516 mit dem weiter südwestlich gelegenen Zentrum von Sandnes und der dort verlaufenden Europastraße 39 verbunden. Von Hommersåk aus führt zudem der Fylkesvei 4508 weiter in den Osten.
Hommersåk hat eine längere Tradition als Industriestandort. Unter anderem wurden Dünger und Fischöl produziert und Boote gebaut. Im Bereich der Holzindustrie entwickelte sich unter anderem die Möbelproduktion.

## Kirchen
Die Riska kirke in Hommersvåk ist eine Kirche aus dem Jahr 1999. Die alte Kirche des Ortes, die Riska gamle kirke, ist eine Holzkirche aus dem Jahr 1877. Sie wurde nach einem Standardentwurf des Architekten Hans Ditlev Franciscus von Linstow erbaut.

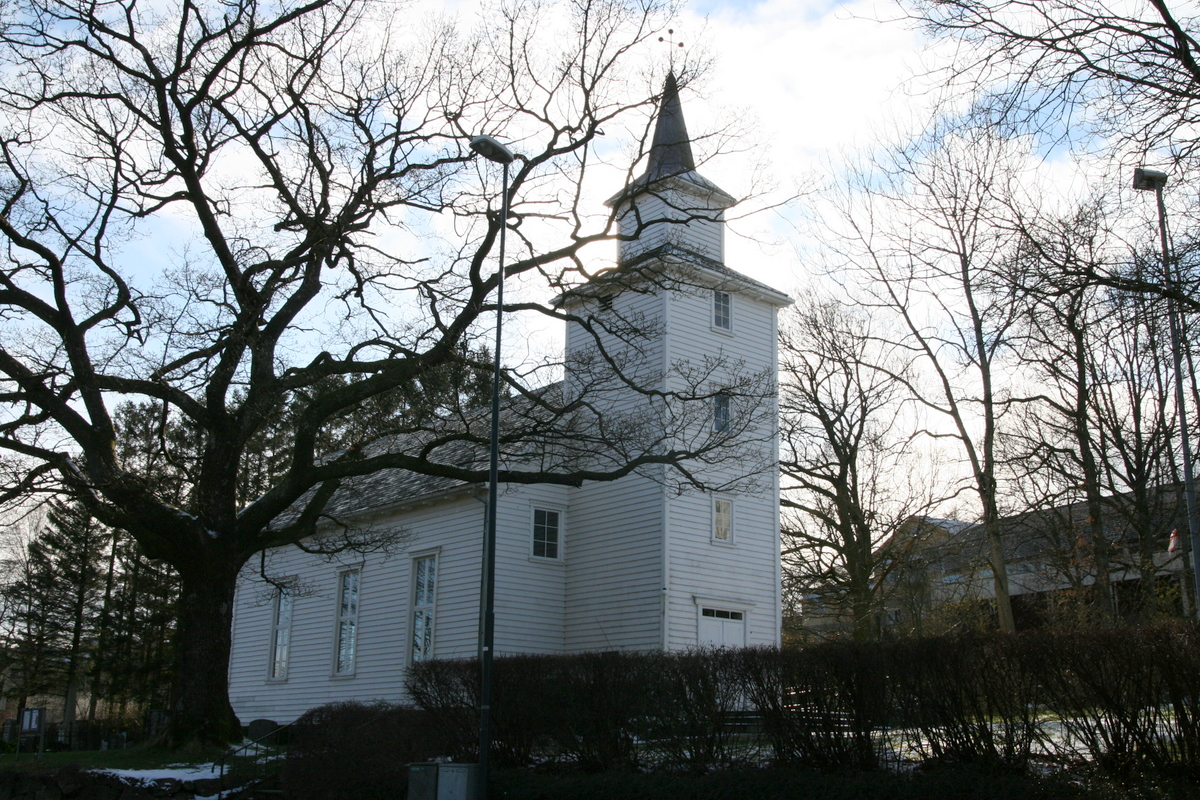
Riska gamle kirke
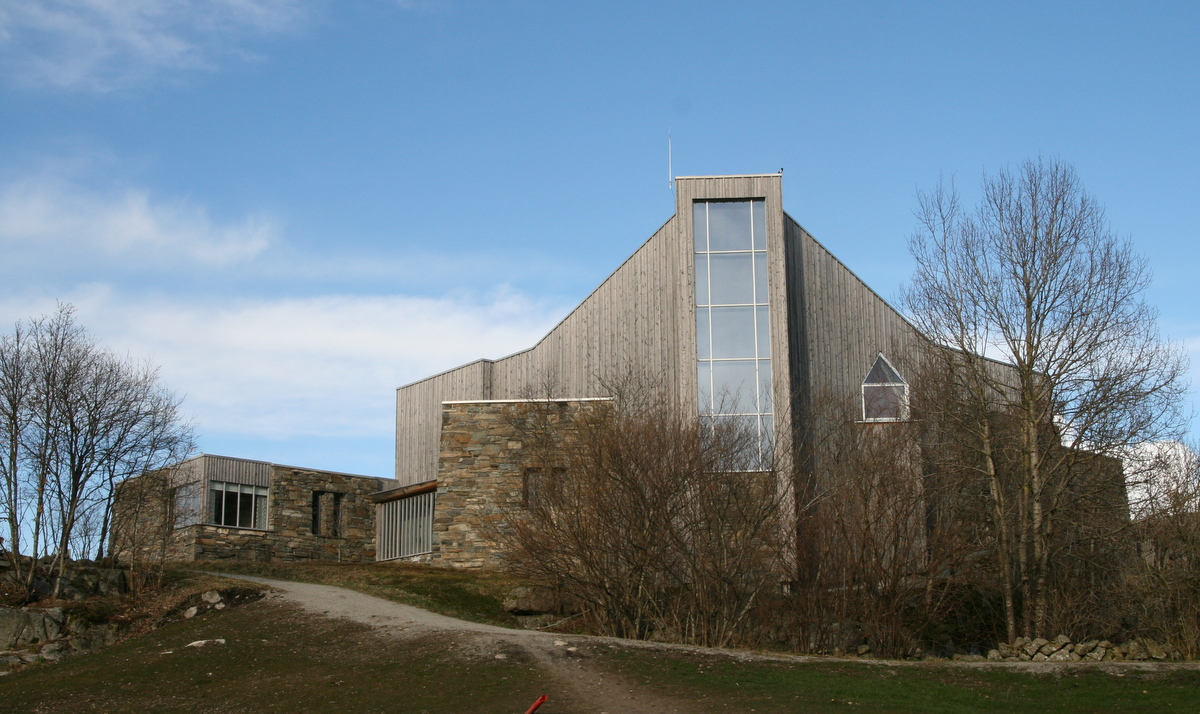
Riska kirke

## Name
Die Herkunft des Ortsnamens ist nicht genau bekannt. Die wahrscheinliche Bedeutung für den ersten Namensbestandteil ist „Hummer“.